# Saint-Vallier (Vosges)
Pour les articles homonymes, voir Saint-Vallier.
Saint-Vallier est une commune française située dans le département des Vosges en région Grand Est.

## Géographie

### Localisation
| Regney |                    | Frizon |
|        | Saint-Vallier      |        |
|        | Bouxières-aux-Bois |        |

### Géologie et relief
La commune se compose de 310,20 hectares de territoires agricoles (70,18 %) et 131,89 hectares de forêts et milieux semi-naturels  (29,84 %).
Espaces naturels :
- Site bioarchéologique : Gerbéviller[3],
- Deux zones naturelles d'intérêt écologique, faunistique et floristique (Znieff) :

Étang de Falenze et forêt attenante à Fraimbois.
Vallée de la Mortagne de Mont-sur-Meurthe à Xaffevillers.

### Hydrographie et les eaux souterraines
Hydrogéologie et climatologie : Système d’information pour la gestion des eaux souterraines du bassin Rhin-Meuse :
Territoire communal : Occupation du sol (Corinne Land Cover); Cours d'eau (BD Carthage),
Géologie : Carte géologique; Coupes géologiques et techniques,
 Hydrogéologie : Masses d'eau souterraine; BD Lisa; Cartes piézométriques.

#### Réseau hydrographique
La commune est située dans le bassin versant du Rhin au sein du bassin Rhin-Meuse. Elle est drainée par le ruisseau le Poinsot,.

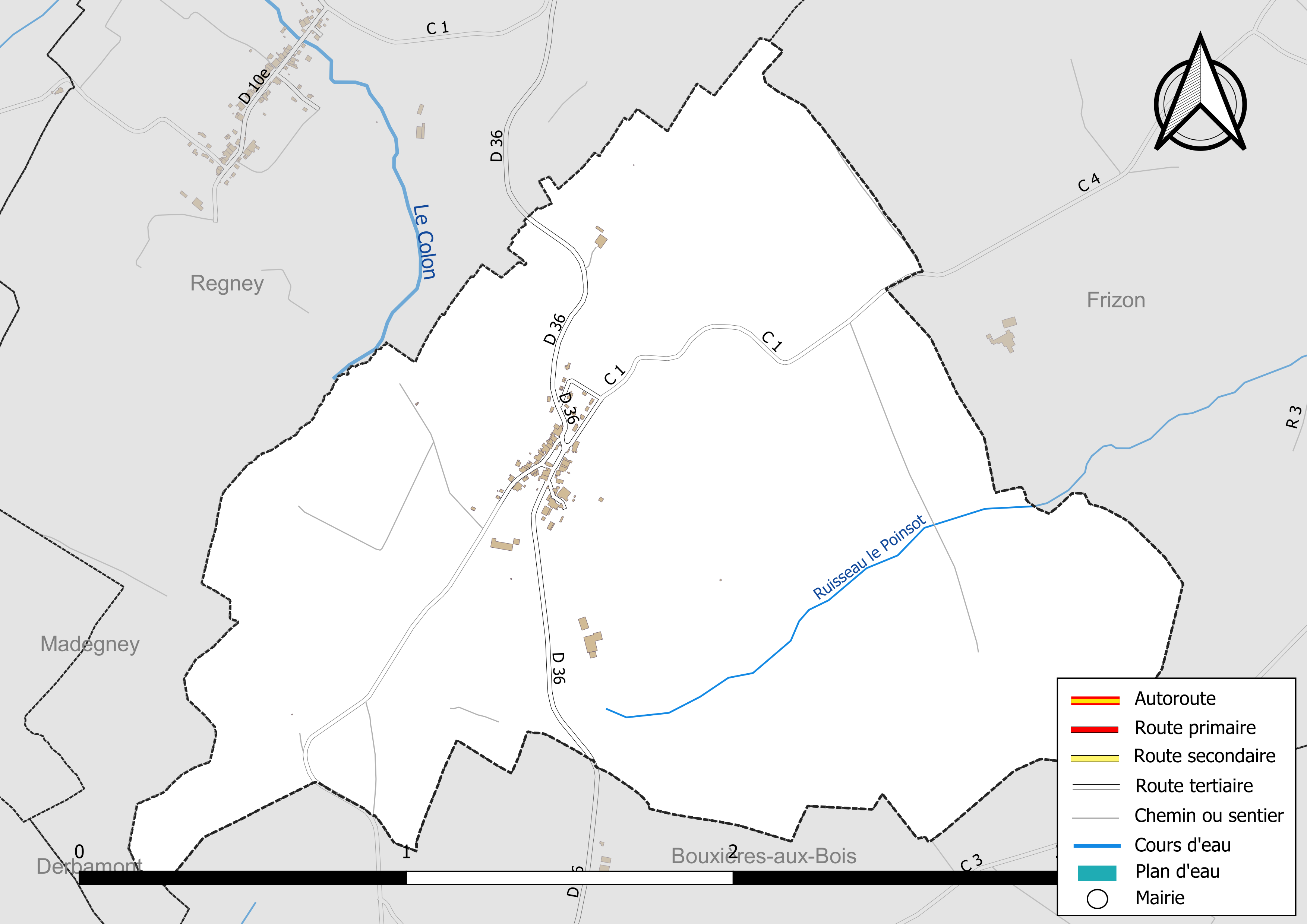
Réseaux hydrographique et routier de Saint-Vallier.

#### Gestion et qualité des eaux
Le territoire communal est couvert par le schéma d'aménagement et de gestion des eaux (SAGE) « Nappe des Grès du Trias Inférieur ». Ce document de planification, dont le territoire comprend le périmètre de la zone de répartition des eaux de la nappe des Grès du trias inférieur (GTI), d'une superficie de 1 497 km2,  est en cours d'élaboration. L’objectif poursuivi est de stabiliser les niveaux piézométriques de la nappe des GTI et atteindre l'équilibre entre les prélèvements et la capacité de recharge de la nappe. Il doit être cohérent avec les objectifs de qualité définis dans les SDAGE Rhin-Meuse et Rhône-Méditerranée. La structure porteuse de l'élaboration et de la mise en œuvre est le conseil départemental des Vosges.
La qualité des cours d’eau peut être consultée sur un site dédié géré par les agences de l’eau et l’Agence française pour la biodiversité.

### Climat
Pour des articles plus généraux, voir Climat du Grand Est et Climat des Vosges.
En 2010, le climat de la commune est de type climat des marges montargnardes, selon une étude du Centre national de la recherche scientifique s'appuyant sur une série de données couvrant la période 1971-2000. En 2020, Météo-France publie une typologie des climats de la France métropolitaine dans laquelle la commune est exposée à un climat semi-continental et est dans la région climatique  Lorraine, plateau de Langres, Morvan, caractérisée par un hiver rude (1,5 °C), des vents modérés et des brouillards fréquents en automne et hiver. 
Pour la période 1971-2000, la température annuelle moyenne est de 9,5 °C, avec une amplitude thermique annuelle de 16,9 °C. Le cumul annuel moyen de précipitations est de 1 043 mm, avec 12,9 jours de précipitations en janvier et 10,6 jours en juillet. Pour la période 1991-2020, la température moyenne annuelle observée sur la station météorologique de Météo-France la plus proche, « Épinal », sur la commune de Dogneville à 12 km à vol d'oiseau, est de 10,3 °C et le cumul annuel moyen de précipitations est de 907,0 mm. 
La température maximale relevée sur cette station est de 39,3 °C, atteinte le 25 juillet 2019 ; la température minimale est de −18,9 °C, atteinte le 12 janvier 1987,,. 
Les paramètres climatiques de la commune ont été estimés pour le milieu du siècle (2041-2070) selon différents scénarios d'émission de gaz à effet de serre à partir des nouvelles projections climatiques de référence DRIAS-2020. Ils sont consultables sur un site dédié publié par Météo-France en novembre 2022.

## Urbanisme

### Typologie
Au 1er janvier 2024, Saint-Vallier est catégorisée commune rurale à habitat dispersé, selon la nouvelle grille communale de densité à sept niveaux définie par l'Insee en 2022.
Elle est située hors unité urbaine. Par ailleurs la commune fait partie de l'aire d'attraction d'Épinal, dont elle est une commune de la couronne,. Cette aire, qui regroupe 118 communes, est catégorisée dans les aires de 50 000 à moins de 200 000 habitants,.

### Occupation des sols
L'occupation des sols de la commune, telle qu'elle ressort de la base de données européenne d’occupation biophysique des sols Corine Land Cover (CLC), est marquée par l'importance des territoires agricoles (70,3 % en 2018), une proportion identique à celle de 1990 (70,3 %). La répartition détaillée en 2018 est la suivante : 
zones agricoles hétérogènes (50,3 %), forêts (29,7 %), prairies (10 %), terres arables (9,9 %). L'évolution de l’occupation des sols de la commune et de ses infrastructures peut être observée sur les différentes représentations cartographiques du territoire : la carte de Cassini (XVIIIe siècle), la carte d'état-major (1820-1866) et les cartes ou photos aériennes de l'IGN pour la période actuelle (1950 à aujourd'hui).

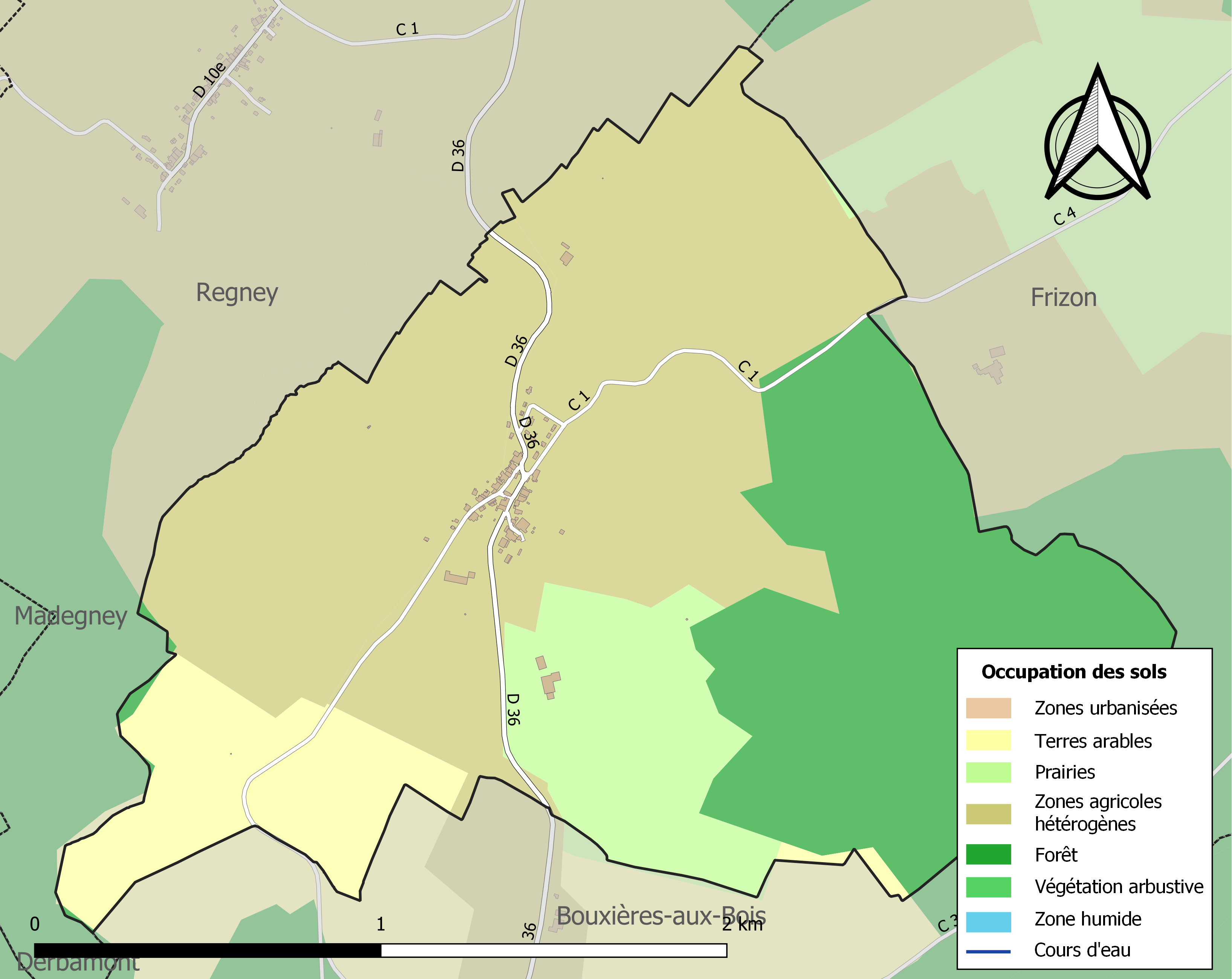
Carte des infrastructures et de l'occupation des sols de la commune en 2018 (CLC).

### Voies de communications et transports

#### Voies routières
- A31 (aussi appelée autoroute de Lorraine-Bourgogne). Échangeur Bulgnéville[20].
- N57 vers Épinal.

#### Transports en commun
- Fluo Grand Est.

#### Lignes SNCF
- Gare de Châtel - Nomexy
- Gare de Thaon
- Gare Charmes

#### Transports aériens
- L'Aéroport d'Épinal-Mirecourt « Vosges Aéroport ».

À partir de l'été 2021, l’aéroport d’Épinal-Mirecourt est devenu le "pélicandrome" de la Zone Est et servira ainsi de base de ravitaillement et d’intervention pour les avions bombardiers d’eau connus sous le nom de Dash 8.

## Toponymie
Le nom de la localité est attesté sous les formes De Sancto Valerio, Valero (1402) ; Saint Valley (1421) ; Saint Valey (1433) ; Sainct Valley (1481) ; Sainct Valer (1505) ; Sainct Vallier (1594) ; Sainct Vallié (1664) ; Saint Valliere (1711) ; Saint Valier (1722).

Saint-Vallier est un hagiotoponyme qui fait référence à Valère de Langres, martyr au IVe siècle.

## Histoire
Saint-Vallier dépendait de la prévôté de Dompaire et du bailliage de Vosge, puis du bailliage de Darney dès 1751.
 
Au spirituel, la commune dépendait du doyenné de Jorxey.
De 1790 à l’an IX, Saint-Vallier faisait déjà partie du canton de Dompaire, alors inclus dans le district de Mirecourt.

## Lieux et monuments
- Église Saint-Valère.

Statue Vierge à l'Enfant.
- Fontaine Valère, dans la forêt entre Saint-Vallier et Frizon, source d'eau minérale.

Cette eau faillit faire de Saint-Vallier une station thermale réputée. En effet, par un rapport présenté dans la séance du 3 novembre 1868 à l'Académie Impériale de Médecine, elle fut reconnue comme se rapprochant, sous la composition chimique, de l'eau minérale de Contrexéville. Un arrêté ministériel du 27 mars 1869 confirma son utilité en la reconnaissant propre à l'usage médical, ses eaux étant déclarées « fondantes, altérantes, purgatives et très propres à dissiper les engorgements du foie et des autres viscères abdominaux..
- Patrimoine rural recensé par le service régional de l'Inventaire général du patrimoine culturel[26].
- Monument aux morts[27].

## Politique et administration

### Découpage territorial
Par arrêté préfectoral du 15 septembre 2023, la commune est retirée le 1er janvier 2024 de l'arrondissement d'Épinal et rattachée à l'arrondissement de Neufchâteau.

### Liste des maires
| Période                                  | Période  | Identité           | Étiquette | Qualité                                       |
| ---------------------------------------- | -------- | ------------------ | --------- | --------------------------------------------- |
| Les données manquantes sont à compléter. |          |                    |           |                                               |
| 1896                                     | 1910     | Félix Roussel      |           |                                               |
| 1910                                     | 1910     | Dominique Manchard |           | Démissionnaire                                |
| 1910                                     | 1919     | Félix Roussel      |           | Maire intérimaire                             |
| 1919                                     | 1924     | Dominique Manchard |           | A souhaité être suppléé pour cause de maladie |
| 1921                                     | 1925     | François Cousin    |           | Maire intérimaire                             |
| 1925                                     | 1945     | Émile Roussel      |           |                                               |
| 1945                                     | 1953     | Jean-Marie Leroy   |           | Surnommé « le Père Jean »                     |
| 1953                                     | 1989     | André Leroy        | DVD       |                                               |
| 1989                                     | 1997     | Christian Paillard |           |                                               |
| 1997                                     | 2020     | Marie Marchal      |           |                                               |
| mai 2020                                 | En cours | Julien Nageleisen  |           | [ 30 ]                                        |

## Économie

### Entreprises et commerces

#### Commerces
- Commerces et services de proximité[31].

### Budget et fiscalité 2023

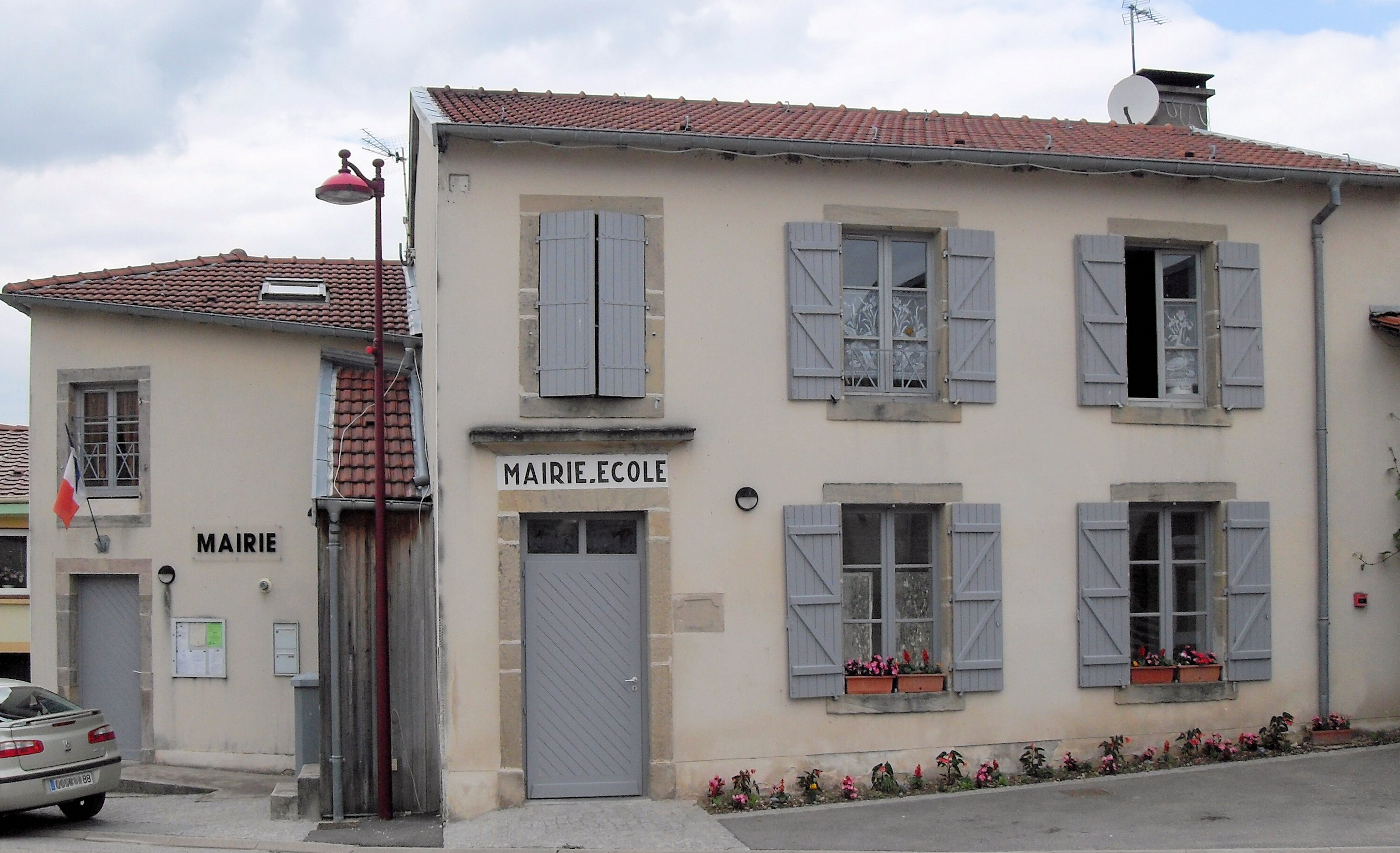
La mairie-école.

En 2023, le budget de la commune était constitué ainsi :
- total des produits de fonctionnement : 283 000 €, soit 2 750 € par habitant ;
- total des charges de fonctionnement : 106 000 €, soit 1 030 € par habitant ;
- total des ressources d'investissement : 31 000 €, soit 299 € par habitant ;
- total des emplois d'investissement : 98 000 €, soit 947 € par habitant ;
- endettement : 6 000 €, soit 57 € par habitant.

Avec les taux de fiscalité suivants :
- taxe d'habitation : 20,83 % ;
- taxe foncière sur les propriétés bâties : 39,12 % ;
- taxe foncière sur les propriétés non bâties : 29,10 % ;
- taxe additionnelle à la taxe foncière sur les propriétés non bâties : 0,00 % ;
- cotisation foncière des entreprises : 0,00 %.

Chiffres clés Revenus et pauvreté des ménages en 2021 : médiane en 2021 du revenu disponible, par unité de consommation.

## Population et société

### Démographie

#### Évolution démographique
L'évolution du nombre d'habitants est connue à travers les recensements de la population effectués dans la commune depuis 1793. Pour les communes de moins de 10 000 habitants, une enquête de recensement portant sur toute la population est réalisée tous les cinq ans, les populations de référence des années intermédiaires étant quant à elles estimées par interpolation ou extrapolation. Pour la commune, le premier recensement exhaustif entrant dans le cadre du nouveau dispositif a été réalisé en 2005.

En 2022, la commune comptait 100 habitants, en stagnation par rapport à 2016 (Vosges : −2,96 %, France hors Mayotte : +2,11 %).
| 1793 | 1800 | 1806 | 1821 | 1831 | 1836 | 1841 | 1846 | 1856 |
| ---- | ---- | ---- | ---- | ---- | ---- | ---- | ---- | ---- |
| 173  | 184  | 189  | 188  | 210  | 181  | 194  | 198  | 208  |

| 1861 | 1866 | 1876 | 1881 | 1886 | 1891 | 1896 | 1901 | 1906 |
| ---- | ---- | ---- | ---- | ---- | ---- | ---- | ---- | ---- |
| 202  | 190  | 167  | 156  | 140  | 129  | 116  | 103  | 98   |

| 1911 | 1921 | 1926 | 1931 | 1936 | 1946 | 1954 | 1962 | 1968 |
| ---- | ---- | ---- | ---- | ---- | ---- | ---- | ---- | ---- |
| 83   | 67   | 75   | 72   | 80   | 66   | 71   | 69   | 82   |

| 1975 | 1982 | 1990 | 1999 | 2005 | 2006 | 2010 | 2015 | 2020 |
| ---- | ---- | ---- | ---- | ---- | ---- | ---- | ---- | ---- |
| 70   | 70   | 72   | 62   | 90   | 91   | 105  | 100  | 100  |

| 2022 | - | - | - | - | - | - | - | - |
| ---- | - | - | - | - | - | - | - | - |
| 100  | - | - | - | - | - | - | - | - |

### Enseignement
Établissements d'enseignements :
- Écoles maternelles et primaires à Madegney, Évaux-et-Ménil, Igney, Nomexy, Vincey, Châtel-sur-Moselle.
- Collèges à Thaon-les-Vosges, Châtel-sur-Moselle, Dompaire, Charmes, Golbey.
- Lycées à Thaon-les-Vosges, Mirecourt, Épinal.

### Santé
Professionnels et établissements de santé :
- Médecins à Nomexy, Vincey, Châtel-sur-Moselle, Thaon-les-Vosges, Damas-et-Bettegney, Girmont, Darnieulles, Charmes.
- Pharmacies à Nomexy, Vincey, Châtel-sur-Moselle, Portieux, Thaon-les-Vosges, Charmes, Uxegney, Dompaire.
- Hôpitaux à Châtel-sur-Moselle, Thaon-les-Vosges, Charmes, Golbey.

### Cultes
- Culte catholique, Paroisse La-Croix-de-Virine[40], Diocèse de Saint-Dié.

## Personnalités liées à la commune

### Héraldique
Commune sans blason.

## Pour approfondir